# Luís Antônio dos Santos
Luís Antônio dos Santos, Marquês de Monte Pascoal, (* 1. März 1817 in Angra dos Reis, Bundesstaat Rio de Janeiro, Brasilien; † 11. März 1891 in Salvador, Bahia) war ein brasilianischer Geistlicher und römisch-katholischer Erzbischof von São Salvador da Bahia.

## Leben
Luís Antônio dos Santos wurde am 24. August 1841 zum Diakon geweiht und empfing am 21. September desselben Jahres das Sakrament der Priesterweihe für das Bistum São Sebastião do Rio de Janeiro. Anschließend spezialisierte sich Luís Antônio dos Santos in Rom im Fach Kanonisches Recht.
Am 28. September 1860 ernannte ihn Papst Pius IX. zum ersten Bischof von Ceará. Der Bischof von Mariana, Antônio Ferreira Viçoso CM, spendete ihm am 14. April 1861 in der Kathedrale Nossa Senhora da Assunção in Mariana die Bischofsweihe.
Am 13. Mai 1881 bestellte ihn Papst Leo XIII. zum Erzbischof von São Salvador da Bahia. Leo XIII. nahm am 17. Mai 1890 das von Luís Antônio dos Santos vorgebrachte Rücktrittsgesuch an und ernannte ihn am 26. Juni desselben Jahres zum Titularerzbischof von Chalcis in Syria.
Luís Antônio dos Santos nahm als Konzilsvater am Ersten Vatikanischen Konzil teil.
Er war Ritter des brasilianischen Christusordens und Offizier des Ordens der Rose. 1888 erhielt er den von Isabella von Brasilien verliehenen nichterblichen Titel Marquês de Monte Pascoal.